# Мјелби
Мјелби (швед. Mjölby) град је у Шведској, у југоисточном делу државе. Град је у оквиру Источнојетског округа и представља једно од средишта округа. Мјелби је истовремено и седиште истоимене општине.

## Природни услови
Град Мјелби се налази у југоисточном делу Шведске и Скандинавског полуострва. Од главног града државе, Стокхолма, град је удаљен 230 км југозападно.
Мјелби се развила у унтрашњости Скандинавског полуострва, у брежуљкастој области Источне Јетске. Подручје града је бреговито, а надморска висина се креће 110-140 м. Кроз град протиче река Свартон, која дели град на два дела.

## Историја
Подручје Мјелбија било је насељено у средњем веку. Насеље је више векова насеље било село без већег значаја.
У другој половини 19. века, са доласком индустрије и железнице, Мјелби доживљава препород. Ово благостање траје и дан-данас.

## Становништво
Мјелби је данас град средње величине за шведске услове. Град има око 12.000 становника (податак из 2010. г.), а градско подручје, тј. истоимена општина има око 26.000 становника (податак из 2012. г.). Последњих деценија број становника у граду стагнира.
До средине 20. века Мјелби су насељавали искључиво етнички Швеђани. Међутим, са јачањем усељавања у Шведску, становништво града је постало шароликије.

## Привреда
Данас је Мјелби савремени град са посебно развијеном индустријом. Последње две деценије посебно се развијају трговина, услуге и туризам.

## Збирка слика
- Градска пешачка улица
- Стари део Мјелбија
- Главна градска црква
- Споменик млинарима